# Салтово-маяцка култура
Салтово-маяцката култура е археологическа култура в южната част на Източна Европа.
Развива се през 7-10 в. в донските, прикаспийските и приазовските степи. Разкрити са номадски селища, землени укрепления, градове-крепости, каменни жилища, юрти, землянки, некрополи. Развито земеделие и скотовъдство, търговия, занаятчийство, рисунки, писмени знаци, свързани с тюркска руническа писменост. Свързвана основно с народите владели по това време тези земи - хазари, прабългари, алани. С нея се свързват погребенията в известната Сивашовска група, които следват тези от предходната Покровска група.
Условно се дели на степна и лесостепна. Наречена е по името на първите открити крупни нейни паметници – некропол с катакомбни прокопани в брега и землени погребения пограбания и значимото средновековно градище на 120 хектара от VIII—X в. с мощни частично разкрити крепостни каменни стени, облицовани двустранно с плочи от пясъчник, обграждащи пространство разделено посредата с дълбок ров, при северния ров са намерени фрагменти керамика, массивни рыболовни куки, прешлени за тъкачни станове, различни оръдия на труда и много домакински ями и зимници, но нито едно жилище, в околността са разкопани няколко неукрепени средновековни села, паметника е при днешното село Верхний Салтов на североизточната граница на Харковска област на десния бряг на река Северски Донец и другият голям комплекс – Маяцкото градище от IX—X в. при с. Дивногорье Воронежка област, включващо белокаменна крепост, поселение с некропол и грънчарски работилници при вливането на р. Тихая Сосна в Дон. Друг голям град е построения на левия бряг на Дон по поръчка на хазарите от византийски инженери в 834-837 г. Саркел, днес останките му са покрити от Цимлянското водохранилище. На някои предмети от керамиката атрибутирана към тази култура са открити рунически надписи, които не са разчетени.

## Галерия
- Кафтан от района на Алания в Северен Кавказ, 8 – 10 век.
- Средновековно погребение от 8 – 10 век.